# محمل إقلاع

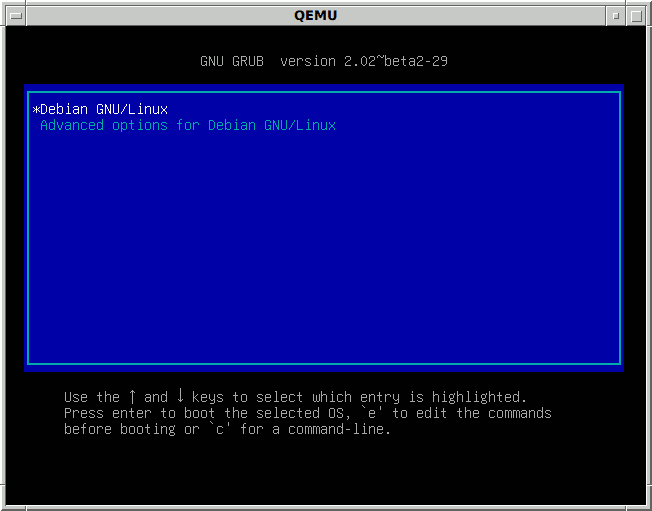
جنو جرب، أداة تحميل إقلاع شعبية مفتوحة المصدر

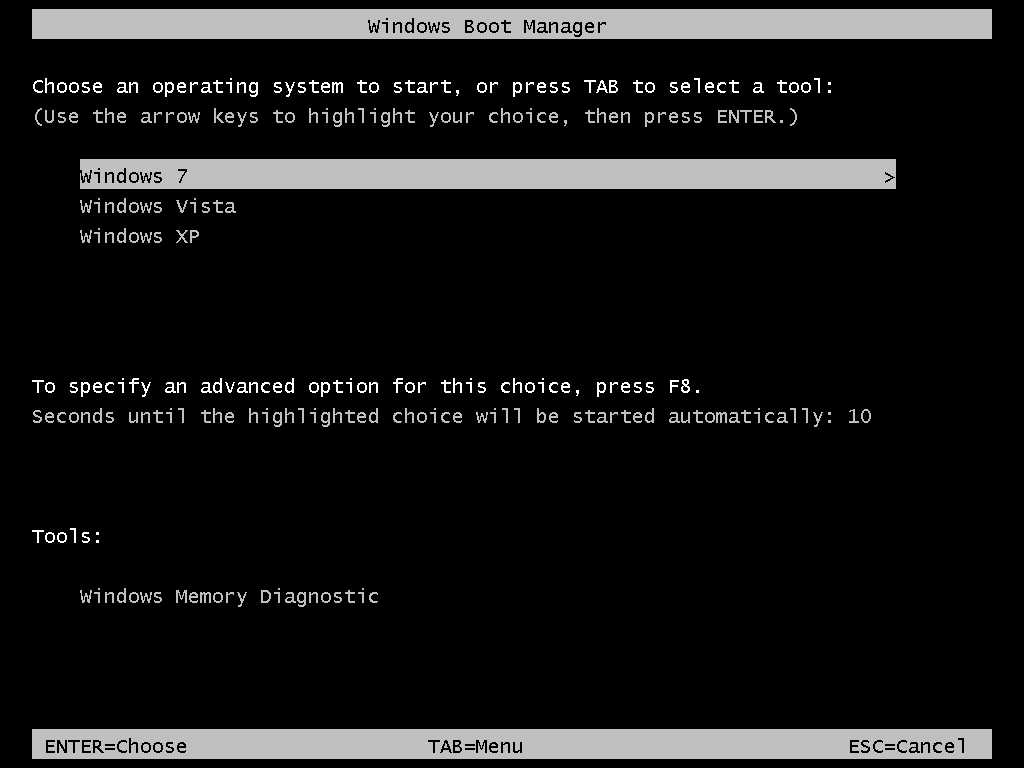
محمل إقلاع ويندوز 7

محمل إقلاع (بالإنجليزية: Bootloader) هو برنامج حاسوب مسؤول عن إقلاع الحاسوب. كما يوفر أحيانًا قائمة تفاعلية تحتوي على خيارات تمهيد متعددة، فغالبًا ما يُطلق عليه اسم مدير الإقلاع (بالإنجليزية: Boot Manager).
عند إيقاف تشغيل حاسوب، فإن برمجياته -تتضمن أنظمة التشغيل ونصوص تطبيقات برمجية وبيانات- ‌ تظل مخزنة على ذاكرة غير متطايرة. عند تشغيل الحاسوب، فإنه نموذجيًا لا يحتوي على نظام تشغيل أو أداة تحميله في ذاكرة الوصول العشوائي. فيقوم الكمبيوتر أولًا بتنفيذ برنامج صغير نسبيًا مخزن في ذاكرة القراءة فقط (لاحقًا ذاكرة قراءة فقط قابلة للبرمجة والمسح الكهربائي، ذاكرة وميضية) مع بعض البيانات المطلوبة، لتهيئة ذاكرة الوصول العشوائي (خاصة على أنظمة x86)، للوصول إلى الجهاز غير المتطاير أو الأجهزة التي يمكن من خلالها تحميل برامج وبيانات نظام التشغيل إلى ذاكرة الوصول العشوائي.
قد تقوم بعض أنظمة الكمبيوتر السابقة، عند تلقي إشارة تمهيد من مشغل بشري أو جهاز طرفي، بتحميل عدد صغير جدًا من التعليمات الثابتة إلى الذاكرة في موقع محدد ثم تهيئة وحدة معالجة مركزية واحدة على الأقل ثم توجيه وحدة المعالجة المركزية إلى التعليمات وبدء تنفيذها. تبدأ هذه التعليمات عادةً عملية إدخال من بعض الأجهزة الطرفية. قد ترسل أنظمة أخرى أوامر الأجهزة مباشرة إلى الأجهزة الطرفية أو وحدات تحكم الإدخال/الإخراج التي تنفذ عملية إدخال بسيطة للغاية (مثل "قراءة القطاع صفر من جهاز النظام إلى الذاكرة بدءًا من الموقع 1000")، مما يؤدي إلى تحميل جزء صغير من تعليمات محمل الإقلاع إلى الذاكرة بفعالية؛ ويمكن بعد ذلك أن ترسل وحدة المعالجة المركزية إشارة اكتمال من جهاز الإدخال/الإخراج لبدء تنفيذ التعليمات.
غالبًا ما تستخدم الحواسيب الصغيرة آليات تحميل إقلاع أقل مرونة لكنها أكثر تلقائية لضمان بدء تشغيل الحاسوب بسرعة وبتكوين برنامج محدد مسبقًا. في العديد من الحواسيب المكتبية، على سبيل المثال، تبدأ عملية الإقلاع مع وحدة المعالجة المركزية التي تقوم بتنفيذ البرنامج الموجود في ذاكرة القراءة فقط (على سبيل المثال، النظام الأساسي للإدخال والإخراج لحواسيب آي بي إم الشخصية أو آي بي إم متوافق) على عنوان محدد مسبقًا (بعض وحدات المعالجة المركزية، بما في ذلك سلسلة إنتل x86، مصممة لتنفيذ هذا البرنامج بعد إعادة التعيين دون مساعدة خارجية). يحتوي هذا البرنامج على وظائف بدائية للبحث عن الأجهزة المؤهلة للمشاركة في التمهيد، وتحميل برنامج صغير من قسم خاص (الشائع قطاع الإقلاع) للجهاز الواعد، وعادةً ما يبدأ عند نقطة إدخال ثابتة مثل بداية قطاع.

## إقلاع الشبكة
معظم الحواسيب قادرة على الإقلاع عبر شبكة الحاسوب. حيث يُخزن نظام التشغيل على قرص خادم وتُنقل أجزاء معينة منه إلى العميل باستخدام بروتوكول بسيط مثل بروتوكول نقل الملفات البسيط. وبعد أن يتم نقل هذه الأجزاء، يتولى نظام التشغيل التحكم في عملية التمهيد.

## أنظر أيضا
- إقلاع (حاسوب)
- مقارنة بين محمل الإقلاع

## روابط خارجية
- محمل الإقلاع - OSDev Wiki